# Ostrau (Saksen)
Ostrau is een plaats en voormalige gemeente in de Duitse deelstaat Saksen en maakte deel uit van de Landkreis Mittelsachsen.
In januari 2023 ging de gemeente op in de nieuwe gemeente Jahnatal; zie aldaar voor meer informatie.
Tot de gemeente Ostrau behoorden de volgende 27 plaatsen:
| - Auerschütz - Beutig - Binnewitz - Clanzschwitz - Delmschütz - Döhlen - Gaschütz - Jahna - Kattnitz - Kiebitz | - Merschütz - Münchhof - Niederlützschera - Noschkowitz - Oberlützschera - Obersteina - Ostrau - Pulsitz - Rittmitz - Schlagwitz | - Schmorren - Schrebitz - Sömnitz - Töllschütz - Trebanitz - Wutzschwitz (tegenwoordig een wijkje van Ostrau) - Zschochau |